# Христина Тирская
Христина или Кристина Больсенская (лат. Christina Volsiniensis; III век) — святая мученица Тирская или Больсенская. Церковная память совершается 24 июля (6 августа) шестеричным богослужением.

## Предание
Христина была дочерью благочестивого язычника, жителя города Тир по имени Урбан (местом её рождения указывается либо Тир, либо Персия или Узбекистан). Отец готовил её к посвящению в языческие жрицы, устроив в своем доме небольшой храм, и изолировал от мира, чтобы сохранить её чистоту.
В этой изоляции, согласно преданию, св. Христина, рассуждая о вере и обращаясь с молитвой к идолам, в 11 лет пережила озарение, открыв веру в Единого Бога Творца. Причём почти сразу же к ней пришла и вера в Иисуса Христа — предание указывает, что через ангела. Девочка выкинула из окна идолов, а их осколки подобрали люди. Когда мать стала просить её вести себя по-человечески, Христина заявила, что отныне становится только «чадом Божьим».
После этого её отец, согласно преданию, начал пытать её, чтобы она отреклась от своей веры. Варианты пыток отличаются в разных версиях: среди них пытка раскалёнными крючьями, бросание в огонь, в яму со змеями, в море или озеро, печь, мельничный жёрнов, колесование, осыпание стрелами и так далее. Однако после всех этих пыток она выживала, тогда как её мучители и свидетели нередко страдали сами. После смерти её отца, как сказано в предании, пытать её продолжил некий Дион. Христина погибает от «железа», неизвестно: или от меча, или от лука, но не отрекается от веры, а её мучители в конце концов оказываются наказаны Богом.
Имеется мнение, что история жизни св. Кристины исключительно легендарна. Подобная тема легенды (красивая христианская девушка, которая будет замучена до смерти мужчинами-язычниками, которые, в свою очередь, сами затем пострадают от гнева Бога) повторяется во многих древних и средневековых житиях, в частности, в житии Варвары Илиопольской.
В западной традиции Христина происходила из знатного римского рода Анников, а казнили её, утопив в Больсенском озере под Римом. Предполагается, что св. Кристина почиталась в Больсене уже в IV веке, но описание её мученичества, причём в нескольких вариантах, было составлено только в IX веке.